# Antonio Maria Valsalva
Antonio Maria Valsalva, italijanski zdravnik in anatom, * 15. februar 1666, Imola, Italija, † 2. februar 1723, Bologna, Italija.
Svoje raziskovanje je Valsalva posvetil ušesom.
Poimenoval je Evstahijevo cev in po njem je bil poimenovan del ušesa Valsalva antrum in manever po Valsalvi.